# Perizoma minuta
Perizoma minuta là một loài bướm đêm trong họ Geometridae.